# Nguyễn Khắc Hát
Nguyễn Khắc Hát là một sĩ quan cấp cao trong Quân đội nhân dân Việt Nam, hàm Thiếu tướng, hiện là Phó Cục trưởng Cục Quân huấn, Bộ Tổng Tham mưu

## Thân thế và sự nghiệp
Trước đó, ông từng giữ chức Phó Tham mưu trưởng Quân đoàn 2
Năm 2011, bổ nhiệm giữ chức Phó Tư lệnh kiêm Tham mưu trưởng Quân đoàn 2
Năm 2013, bổ nhiệm giữ chức Phó Cục trưởng Cục Quân huấn, Bộ Tổng Tham mưu
Thiếu tướng (2.2014)